# Ecuadorian Sumatra

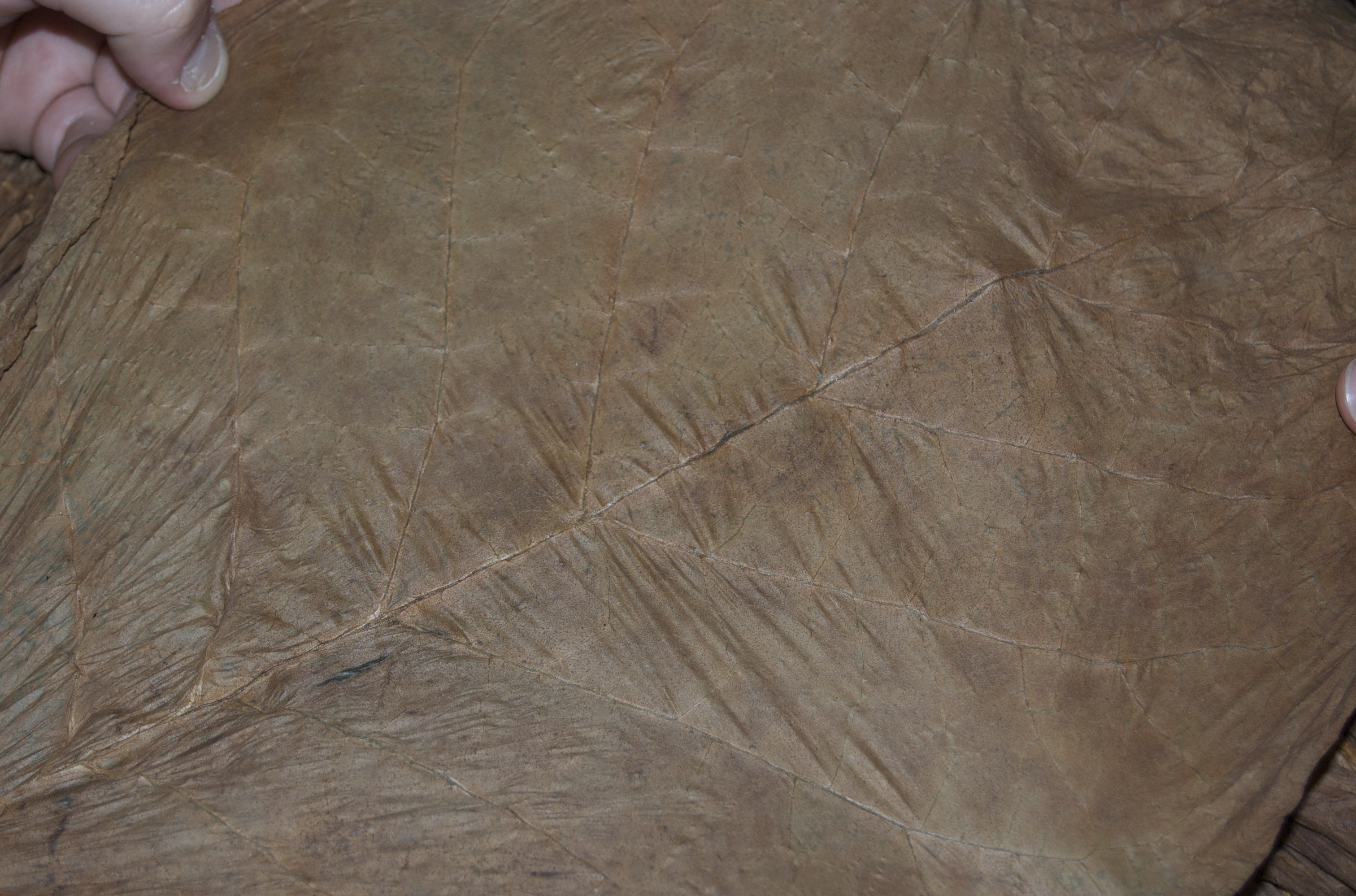
Foglia di tabacco Ecuadorian Sumatra

Il tabacco Ecuadorian Sumatra (talvolta indicato semplicemente come Ecuadorean o Equadorenho) è una tipologia di tabacco coltivata a Quevedo, nella regione sub-tropicale della Provincia di Los Ríos, in Ecuador, ed è utilizzata principalmente per avvolgere dei sigari.

## Storia
Dagli anni '50 del Novecento, la provincia di Los Rios in Ecuador è una delle più importanti regioni di produzione del tabacco.
L'area di Los Ríos è stata coltivata per secoli, ma dalla metà degli anni '50 è stata coltivata intensivamente per il tabacco, aggiungendolo ad altre colture tradizionali come banane, cacao e caffè.
Un coltivatore di nome Guillermo de la Portilla incontrò José Aray, proprietario di una vasta proprietà a Los Ríos. Mr. Portilla persuase Mr. Aray a coltivare il tabacco. Nell'hacienda Paulina, Mr. Portilla trovò le condizioni perfette per coltivare il tabacco ed i due iniziarono un business che continua tuttora dopo 3 generazioni.
Aray e Portilla coltivano le varietà Cubano e Sumatra mentre ad oggi la American Tobacco Company coltiva il Connecticut 711 nella varietà Candela.